# Становський сільський округ
Становськи́й сільський округ (каз. Становое ауылдық округі, рос. Становский сельский округ) — адміністративна одиниця у складі Мамлютського району Північноказахстанської області Казахстану. Адміністративний центр — село Афонькино.
Населення — 649 осіб (2021; 939 у 2009, 1569 у 1999, 1619 у 1989).
Станом на 1989 рік існувала Становська сільська рада (села Афонькино, Новоукраїнка, Орел, Пробудження, селища Остановочний пункт 2574 км, Остановочний пункт «Орльонок»). 2017 року ліквідовано селище Остановочний пункт Орльонок, 2024 року — село Новоукраїнка.

## Склад
До складу округу входять такі населені пункти:
| Населений пункт                               | Старі назви | Населення, осіб (1989) | Населення, осіб (1999) | Населення, осіб (2009) | Населення, осіб (2021) |
| --------------------------------------------- | ----------- | ---------------------- | ---------------------- | ---------------------- | ---------------------- |
| Афонькино, село                               | -           | 904                    | 829                    | 598                    | 571                    |
| --Пробудження, село                           | -           | 218                    | 181                    | 32                     | 12                     |
| Новоукраїнка, село                            | -           | 287                    | 282                    | 215                    | 29                     |
| Орел, село                                    | -           | 171                    | 227                    | 88                     | 37                     |
| Остановочний пункт 2574 км, станційне селище  | -           | 13                     | 11                     | -                      | -                      |
| Остановочний пункт Орльонок, станційне селище | -           | 26                     | 38                     | 6                      | -                      |